# Речной сверчок
Речной сверчок (лат. Locustella fluviatilis) — вид птиц из семейства сверчковых (Locustellidae).

## Описание
Речной сверчок — птица длиной от 14,5 до 16 см. Верхняя часть тела оливково-коричневого цвета. На горле и груди — тёмные, расплывчатые продольные пестрины. Нижняя часть тела грязно-белого цвета с оливково-коричневыми боковыми сторонами. «Бровь» грязно-белого цвета, окологлазное кольцо светлое. Хвост широкий, с закруглённым концом. У оливково-коричневого подхвостья широкая белёсая вершина. Клюв тёмный, ноги розового цвета.

## Вокализация
Самец поёт на дереве на высоте от 5 до 8 м. После исполнения он камнем падает к земле, чтобы немедленно нырнуть в густую растительность. Пение речного сверчка состоит из ряда прерывистых, вибрирующих слогов «зер-зер-зер», напоминающих стрекотание саранчи. Чаще всего его можно услышать в вечерние часы и рано утром. В начале периода гнездования он поёт также в полной темноте.

## Питание
Речной сверчок питается имаго и личинками мелких и средней величины насекомых, паукообразными и другим мелкими животными. Поиски корма птица ведёт как на земле, так и в траве и кустах.

## Распространение
Ареал гнездования простирается от Западной Сибири до востока Центральной Европы. В последние десятилетия он расширяется дальше на запад. На зимовку птицы мигрируют в тропическую Восточную Африку. Ареал зимовки простирается от Замбии и Малави до бывшей провинции Трансвааля и на западе до Ботсваны. Перелёт в эти регионы зимовки происходит в южном, юго-восточном направлении и проходит через восточную часть Средиземноморья, северо-восток Африки, Аравийский полуостров и Кению. Перелёт начинается в июле и продолжается по август, а в декабре птицы добираются до своих зимних квартир. Они проводят там зиму до середины марта, а со второй половины апреля уже гнездятся на юге Центральной Европы.
Речной сверчок гнездится на краю богатых подлеском пойменных и заболоченных лесов, лугов или болот. Ему необходимо укрытие сверху и свобода передвижений вниз. Кустарники и деревья служат птице в качестве микростаций (физическое пространство, занимаемое популяцией в экосистеме; см. также экологическая ниша).

## Размножение

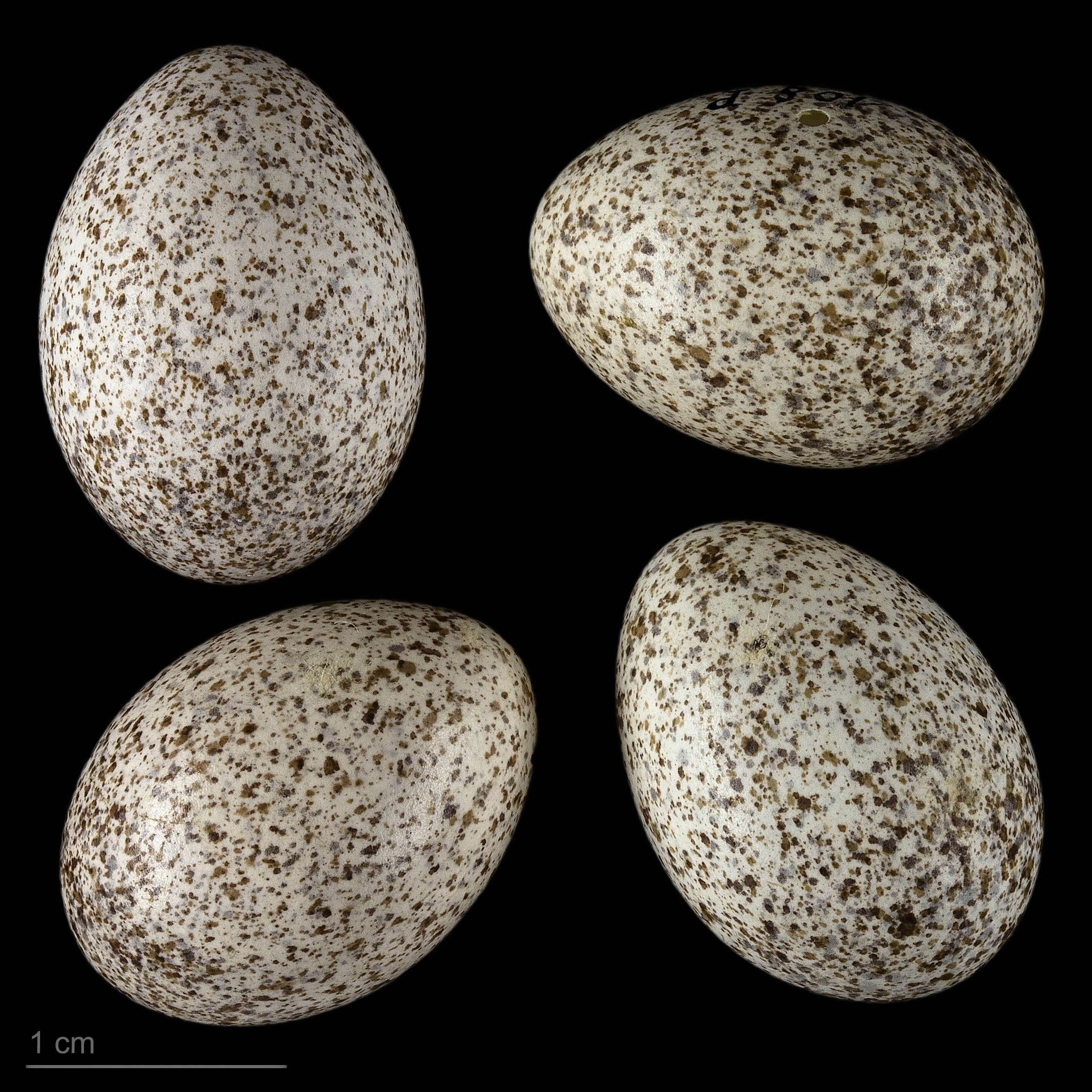
яйцо Locustella fluviatilis - Тулузский музеум

Речной сверчок моногамен. После прилёта в район гнездования происходит токование и образование пары. Гнездо сооружается на земле. Его строит преимущественно самка. В кладке от четырех до шести яиц. Высиживание продолжается от 13 до 16 дней, в нём участвуют оба родителя. Выводковый период — от 11 до 14 дней; в выкармливании птенцов также принимают участие как самка, так и самец.